# Новомученики УГКЦ
Новому́ченики УГКЦ — єпископи, єпархіальні священики, монахи та монахині та один мирянин Української греко-католицької церкви, які постраждали в часи комуністичного переслідування в Україні між 1935—1979 роками та загинули як мученики за віру. У число новомучеників входить і священик Омелян Ковч, який загинув у нацистському таборі Майданек (Польща).
Декретом у Ватикані стверджено мучеництво 26 кандидатів архієпархіального процесу, що завершився у Львові 2 березня 2001. Передана зі Львова документація на кожного з них містила життєпис, відомості про мученицьку смерть, а також богословський аналіз його праць (якщо такі були).
Визнано мученицькою смерть Слуги Божого єпископа Миколая Чарнецького та його 24 соратників. Окремим декретом проголошено мучеництво єпископа Мукачівської єпархії ГКЦ єпископа Теодора Ромжі. Іншим декретом проголошено дійсність чуда, що відбулося через заступництво преподобної сестри Йосафати Гордашевської, співзасновниці згромадження Сестер Служебниць Непорочної Діви Марії.
24 квітня у присутності Папи Івана Павла II у Ватикані відбулося проголошення декретів мучеництва, героїчних чеснот та чуд 25 Слуг Божих Української греко-католицької церкви.
Обряд беатифікації відбувся 27 червня 2001 року у м. Львові під час літургії візантійського обряду за участі Івана Павла II.

## Список новомучеників
УГКЦ має таких новомучеників:
- Преподобна Йосафата (Гордашевська)
- Священномученик Леонід (Федоров)
- Священномученик Микола Конрад
- Мученик Володимир (Прийма)
- Священномученик Андрій (Іщак)
- Священномученик Северіян (Бараник)
- Священномученик Яким (Сеньківський)
- Священномученик Зиновій (Ковалик)
- Священномученик Омелян (Ковч)
- Преподобномучениця Тарсикія (Ольга Мацьків)
- Священномученик Віталій (Байрак)
- Священномученик Роман Лиско
- Священномученик Григорій (Хомишин)
- Священномученик Теодор (Ромжа)
- Священномученик Йосафат (Коциловський)
- Священномученик Микита (Будка)
- Священномученик Григорій (Лакота)
- Священномученик Климентій (Шептицький)
- Священномученик Микола (Цегельський)
- Священномученик Іван (Зятик)
- Преподобномучениця Олімпія (Ольга Біда)
- Преподобномучениця Лаврентія (Левкадія Гарасимів)
- Священномученик Петро (Вергун)
- Священномученик Олексій (Зарицький)
- Священномученик Миколай (Чарнецький)
- Священномученик Симеон (Лукач)
- Священномученик Іван (Слезюк)
- Священномученик Василь (Величковський)